# Mu Centauri
Mu Centauri (µ Cen, µ Centauri) é uma estrela na constelação de Centaurus. Tem uma magnitude aparente visual de 3,43, sendo visível a olho nu. Com base em medições de paralaxe, está localizada a aproximadamente 510 anos-luz (155 parsecs) da Terra.
O espectro de Mu Centauri corresponde a uma classificação estelar de B2 IV-Ve. O sufixo 'e' indica a presença de linhas de emissão, o que significa que esta é uma estrela Be, cercada por um disco circunstelar de gás quente formado a partir de material ejetado da estrela. Mu Centauri é uma estrela variável pulsante com múltiplos ciclos não radiais com um período primário de 0,503 dias. Outros três ciclos de pulsação têm períodos similares, e outros dois têm um período mais curto de 0,28 dias. Ela também apresenta eventos eruptivos que resultam na transferência de mais material para o disco circunstelar. Durante esses eventos, a estrela pode apresentar outros períodos de variabilidade temporários. Mu Centauri é classificada como uma estrela variável do tipo Gamma Cassiopeiae e seu brilho varia entre magnitude +2,92 e +3,47.
Mu Centauri está girando rapidamente, com uma velocidade de rotação de 440 km/s, completando uma rotação em cerca de 11,615 horas. Essa velocidade é equivalente a 85% da velocidade crítica na qual a estrela entraria em colapso pela força centrífuga no equador, resultando em um raio equatorial 26% superior ao polar. Como a estrela tem forma de um esferoide oblato, as regiões polares estão a uma temperatura maior que o equador—23 000 K contra 17 600 K, respectivamente. Da mesma forma, a força gravitacional nos polos é maior que no equador. O eixo de rotação da estrela está inclinado em um ângulo de (19 ± 3)° em relação à linha de visão da Terra.
Com uma idade estimada em quase 20 milhões de anos, esta estrela já completou 55–65% de seu período evolucionário na sequência principal. Tem cerca de 9 vezes a massa solar, 4 vezes o raio solar e está brilhando com mais de 2 000 vezes a luminosidade do Sol. Sua atmosfera tem uma temperatura efetiva média de 22 410 K, dando à estrela uma coloração azul-branca.
Mu Centauri é membro do subgrupo Centaurus Superior-Lupus da associação Scorpius–Centaurus, a associação OB mais próxima do Sol. Possui uma estrela companheira de natureza desconhecida, com magnitude aparente de 10, a uma separação de 4,64 segundos de arco na esfera celeste. Dados da sonda Gaia mostram ainda que há uma terceira estrela, de magnitude G igual a 15,2 e a separação de 47,2 segundos de arco, com distância e movimento próprio similares aos do sistema.